# Synchaeta atlantica
Synchaeta atlantica är en hjuldjursart som beskrevs av Carl Zelinka 1907. Synchaeta atlantica ingår i släktet Synchaeta och familjen Synchaetidae. Inga underarter finns listade i Catalogue of Life.